# クリスマス・イブRap
「クリスマス・イブRap」（クリスマス・イブ・ラップ）は、KICK THE CAN CREWの4枚目のシングル。2001年11月7日発売。
山下達郎の「クリスマス・イブ」をサンプリング。初登場8位、売り上げ30万枚を記録。

## 収録曲
1. クリスマス・イブRap (5:57)
KICK THE CAN CREWでは唯一のクリスマスソング。シーズン物という理由でオリジナルアルバムには未収録だったが、ベストアルバム『BEST ALBUM 2001-2003』にて初収録された。
デジタル配信はずっと行われていなかったが、CD発売から16年後の2017年11月8日にデジタル配信限定シングルとして配信を開始した。ベストアルバム『BEST ALBUM 2001-2003』もこれまでクリスマス・イブRap抜きで配信されており、同じく11月8日に同曲を追加収録して配信開始された[1][2][3]
2018年12月21日に放送されたMUSIC STATION SUPER LIVE 2018に出演し、クリスマス・イブRapを披露した[4]。KREVAのラップパートはカットされ、KREVAはHookの部分を歌唱した。
2. クリスマス・イブRap (INSTRUMENTAL) (5:57)

## 収録アルバム
- BEST ALBUM 2001-2003 (#1)